# La Fabuloserie
La Fabuloserie est un musée privé ouvert au public depuis 1983. Situé à Charny-Orée-de-Puisaye (ancienne commune de Dicy), dans l’Yonne, l’espace a été aménagé par Alain Bourbonnais pour accueillir sa collection d’art hors-les-normes.
La collection réunit plus de mille créations réalisées par des artistes autodidactes apparentés à l’art brut. Conçue comme un véritable cabinet de curiosités, La Fabuloserie se compose de deux espaces : la « maison-musée » et le « jardin habité ». Le premier, la « maison-musée », expose notamment des peintures et dessins de Yanko Domsic, Philippe Dereux, Philippe Mahaut et Franz Ringel ; des sculptures et assemblages d’Émile Ratier, Simone Le Carré-Galimard et aussi la Tribu des Turbulents d’Alain Bourbonnais lui-même. Le second, le « jardin habité », musée de plein-air, présente les sculptures d’habitants-paysagistes comme Camille Vidal, Jules Damloup, mais aussi les girouettes de Jean Bertholle et l’étonnant Manège de Petit Pierre.

## Histoire du musée

### L'Atelier Jacob
Architecte, créateur, Alain Bourbonnais (1925-1988) est aussi collectionneur. Lorsque Jean Dubuffet annonce en 1971 qu’il donne sa Collection de l'art brut à la Suisse, Alain Bourbonnais souhaite poursuivre l’aventure en France. En 1972,  il ouvre avec sa femme Caroline, une galerie d'art hors-les-normes à Paris, rue Jacob. Baptisée « L’Atelier Jacob », cette galerie présente le travail de créateurs se situant « sous le vent de l’Art Brut ».
Soutenu par Jean Dubuffet, qui lui communique une liste de noms de créateurs, Alain Bourbonnais entre également en contact avec d’autres collectionneurs tels qu’Alphonse Chave et Claude Massé. La galerie attire des artistes singuliers tels que Jano Pesset, Pascal Verbena, Flèchemuller et Michel Nedjar.
Tout au long des dix années d’existence de l’Atelier Jacob, de nombreuses expositions monographiques et collectives sont organisées. Bien que l’Atelier Jacob soit un espace d’exposition et de vente, la galerie est aussi un lieu de rencontres où se forme et se développe la collection privée d’Alain et Caroline Bourbonnais. Collectionneur plus que marchand, Alain Bourbonnais participe à la valorisation et à la diffusion de l’Art hors-les-normes en collaborant à des expositions d’envergure.

### Deux expositions clés :LesSinguliers de l’artetOutsiders

#### 1978 :Les Singuliers de l’art, des inspirés aux habitants paysagistes
À l’instigation de Michel Ragon et d’Alain Bourbonnais, Suzanne Pagé organise l’exposition Les Singuliers de l’art dans la section de l’ARC (Art Recherche Confrontation) du Musée d’art moderne de la ville de Paris. Devenue mythique, cette exposition a connu un succès populaire considérable : visitée par plus de 200 000 visiteurs, elle sera prolongée de trois mois. 
La manifestation était organisée autour de deux pôles. Le premier axe, consacré aux singuliers, présentait notamment plus de 300 pièces issues de la collection d’Alain et Caroline Bourbonnais ; le second axe, quant à lui, s’articulait autour des travaux de Bernard Lassus sur les « habitants paysagistes » et ceux de Gill Ehrmann sur les « inspirés ». 

#### 1979 :Outsiders, an art without precedent or tradition
Sous le commissariat des historiens et critiques d’art Roger Cardinal et Victor Musgrave, l’exposition se déroulait à la Hayward Gallery, à Londres, en 1979. Parmi les multiples prêteurs dont l’université psychiatrique d’Heidelberg, le musée cantonal de Lausanne ou encore les artistes Arnulf Rainer, Galdys Nilsson et Jim Nutt, Alain Bourbonnais contribue à la manifestation en prêtant une partie de sa collection privée.

### La Fabuloserie
Dès 1979, à l’occasion de l’exposition Outsiders, Alain Bourbonnais ressent le besoin d’exposer sa collection dans un musée et de clôturer l’aventure de l’Atelier Jacob. La galerie parisienne ferme ses portes au public en 1982 tandis que La Fabuloserie sera inaugurée l’année suivante, en 1983, dans un cadre champêtre. Selon le critique d’art et ami d’Alain Bourbonnais, Michel Ragon : « L’Atelier Jacob a été le banc d’essai qui a permis de réaliser ce qui est son aboutissement naturel, la Fabuloserie de Dicy-Yonne ».
Inventé par Alain Bourbonnais le néologisme « La Fabuloserie » rend compte du caractère féérique et merveilleux du musée. Le terme « La Fabuloserie » désigne également la collection des petits cahiers à grand spectacle et les courts métrages réalisés par Alain Bourbonnais et consacrés aux créateurs de l’art hors-les-normes.
Aventure familiale, La Fabuloserie est dirigée par Alain et Caroline Bourbonnais de 1983 à 1988. À la suite du décès d’Alain Bourbonnais, sa femme continuera à faire vivre le musée jusqu'à sa propre disparition en 2014. Depuis, leurs deux filles, Agnès et Sophie Bourbonnais et leurs compagnons respectifs, assurent la direction du musée. Un nouveau cycle d’expositions temporaires collectives et/ou monographiques, initié par Déborah Couette, renoue avec les projets imaginés par Alain Bourbonnais.

## L'art hors-les-normes
Apparenté à l’art brut, l’art hors-les-normes se distingue de l’art enfantin, l’art populaire et l’art naïf. Il ne se confond pas avec l’art des enfants, car la plupart du temps les créateurs produisent à l’âge adulte, voire à partir de la retraite. S’il fait écho à l’art populaire, il s’en démarque puisque les créations ne s’inscrivent pas dans une culture ou une tradition donnée, mais bien dans une vision personnelle et singulière. Enfin, il ne relève pas de l’art naïf, car les auteurs n’envisagent pas de rivaliser avec les grands maîtres. En outre, ils n’utilisent pas de matériaux traditionnels mais des matériaux de leur environnement proche. « Ils créent tout naïvement le Fantastique avec le banal » comme le déclarait Caroline Bourbonnais.

## Créateurs exposés

### Présentation sélective
- Miguel Amate (1944, Espagne) : surtout connu pour ses poupées (géantes ou pas), sorte de pantins monstrueux, souvent à forte connotation sexuelle, réalisés à l’aide de chiffons et de divers accessoires qui lui tombent sous la main, il est également auteur d'une importante œuvre picturale. Plutôt que de l’«art brut», il définit son travail comme de l’«art brutal», autour duquel il publie une revue éponyme.
- Alain Bourbonnais (1925-1988, France) : architecte, collectionneur et fondateur de La Fabuloserie, Alain Bourbonnais est également créateur. Il réalise notamment les Turbulents. Ces personnages en volume sont élaborés à partir d’une structure de bois grillagée et recouverte de matériaux et d’objets divers. La tribu des Turbulents est composée d’une quarantaine de sculptures-automates animées et de costumes. Marqué par l’esprit du carnaval et surtout par les fêtes du « Rouge-Vin » qui se déroulaient aux Beaux-Arts, Alain Bourbonnais mettra en scène sa tribu dans des courts-métrages[8].
- Janko Domsic (1915, Croatie - 1983, France) : l’œuvre de Domsic mêle une écriture codée à des dessins riches en symboles. Ses œuvres au stylo-bille s’articulent autour de thèmes mystiques, religieux et maçonniques[9].
- Sylvette Galmiche (1932, France) : Sylvette Galmiche est l’auteure d’une œuvre brodée, très colorée, sur des petits morceaux de toiles de jute. Mère de famille, elle coud tout un monde fantastique qui invite à rêver et à retourner en enfance[10].
- Simone Le Carré Galimard (1912-1996, France) : en autodidacte, Simone Le Carré Galimard réalise des assemblages à partir de matériaux de récupération et de jouets qu’elle considère comme des trésors. Ses œuvres ont une efficacité magique et lui permettent de renouer avec l’univers de l’enfance[11].
- Philippe Mahaut (1950, France) : psychologue-clinicien, Philippe Mahaut réalise en autodidacte plusieurs paysages qui composent la série du « Pays des Paramorphoses ». À partir d’une image réelle, les falaises d’Étretat ou Central Park, il fait basculer la représentation dans le domaine du rêve. Mais certains de ses dessins sont directement issus d’images oniriques[12].
- Francis Marshall (1947, France) : artiste protéiforme, Francis Marshall est surtout connu pour ses sculptures textiles : « les bourrages ». À travers ses nombreux personnages réalisés avec des bas nylon bourrés de laine de matelas et de vieux chiffons, il conçoit le cycle magistral de « La Vie de Mauricette»[13].
- Pierre Avezard dit Petit Pierre (1900-1992, France) : garçon vacher, Pierre Avezard dit Petit Pierre réalise, sur une quarantaine d’années, un manège à partir de matériaux de récupération. Ouvert au public tous les dimanches après-midi, ce « cirque mécanique »[14] met en scène son histoire personnelle (sa vie à la ferme, ses voyages, etc.). Le manège a été sauvegardé grâce à une action de démontage et de remontage à La Fabuloserie entre 1987 et 1989 pour en devenir le joyau[15].
- Anonyme dit Pierrot le fou : à la manière d’un anthropologue, cet anonyme réalise des carnets de dessins représentant des scènes animalières. Il s’inspire de la ménagerie du Jardin des Plantes et du zoo de Vincennes ainsi que des boucheries parisiennes. Chaque dessin est annoté de rigoureuses indications météorologiques[16].
- Giovanni Battista Podestà (1895-1976, Italie) : ouvrier dans une fabrique de céramique Giovanni Battista Podesta, dans son appartement HLM, transforme son banal mobilier de salle à manger en meubles baroques aux couleurs éclatantes. Il envahit son domicile de tableaux et de sculptures reflétant un grand mysticisme.
- Émile Ratier (1894 Soturac -1984, France) : ancien sabotier, Emile Ratier a toujours fabriqué des objets en bois. Atteint d’une cécité progressive, il réalise des « articles de bois » à manivelles et mécaniques bruyantes comme la Tour Eiffel, des manèges et des bateaux[17].
- Albert Sallé (1884-1970, France) : après avoir travaillé comme receveur d’autobus à Paris, Albert Sallé s’installe dans le vieux Menton à l’âge de la retraite. Là, il fabrique des petits théâtres animés et sonores d’une grande précision. Ces petites scènes insérées dans des bonbonnes révèlent un regard touchant sur le monde qui l’entoure.
- Camille Vidal (1884-1977, France) : ancien entrepreneur de maçonnerie, Camille Vidal peuple son jardin de sculptures en ciment armé qu’il baptise « L’Arche de Noé ». Des animaux cohabitent avec des personnages bibliques (Adam et Ève), des hommes politiques (Winston Churchill et Georges Clemenceau) et des personnalités de la télévision (Michel Drucker et Danièle Gilbert)[18].

### Liste d'artistes exposés
- A.C.M. (Alfred et Corinne Marié)
- Agno
- Aloïse (Aloïse Corbaz)
- Paul Amar (1919-2017)
- Jean-Claude Andrault
- Pierre Avezard, dit Petit Pierre
- Carol Bailly
- François Baloffi
- Gala Barbisan
- Jacqueline Barthes, dite Jacqueline B.
- Antonio Berni
- Jean Bertholle
- Tô Bich Hai
- Thomas Boixo
- Thérèse Bonnelalbay
- Salvatore Bonura, dit Sabo
- Jean Bordes
- Édouard Boschey
- Alain Bourbonnais
- Jean Branciard
- Guy Brunet
- Guy Buigues
- Michèle Burles
- Gustave Cahoreau
- Marcello Cammi
- Ignacio Carles-Tolra
- Nek Chand
- Mario Chichorro
- Jean Clerté
- Thérèse Contestin
- Aloïse Corbaz, dite Aloïse
- Michel Dalmaso
- Jules Damloup
- Philippe Dereux
- Janko Domsic
- Paul Duhem
- Reinaldo Eckenberger
- Marie Espalieu
- Noël Fillaudeau
- Jacques Flèchemuller
- Sylvette Galmiche
- Albert Geisel
- Alain Genty
- Ted Gordon
- René Guivarch
- Jeanne Hauville
- Jean-Paul Henry
- Jaber Al Mahjoub, dit Jaber
- Jacqueline B. (Jacqueline Barthes)
- Danielle Jacqui
- Marie Jakobowicz
- André Jamet
- Prince Antonin Juritzky, dit Juva
- Jeantimir Kchaoudoff
- Alpo Koivumäki
- André Labelle
- Alain Lacoste
- Marcel Landreau
- Solange Lantier dite Sol
- Simone Le Carré Galimard
- André Lécurie
- Aranka Liban
- Marie Rose Lortet
- Philippe Mahaut
- Francis Marshall
- Fernand Michel
- Andrée Moiziard
- François Monchâtre
- Edmond Morel
- Myriam
- Michel Nedjar
- Joël Negri
- Marilena Pelosi
- Pépé Vignes (Joseph Vignes)
- Jano Pesset
- Loli Pesset
- Pierre et Raymonde Petit
- Petit Pierre (Pierre Avezard)
- Jean-Christophhe Philippi
- Giovanni Battista Podestà
- François Portrat
- Vincent Prieur
- Émile Ratier
- Jacques Renaud-Dampel
- Raymond Reynaud
- Franz Ringel (de)
- André Robillard
- Jean Rosset
- Roland Roure
- Sabo (Salvatore Bonura)
- Albert Sallé
- Jean-Pierre Schetz
- Abel Sécuteur
- Gérard Sendrey
- Sol (Solange Lantier)
- Jackson Stricanne
- Gaston Teuscher
- Jacques Trovic
- Léna Vandrey
- Robert Vassalo, dit Vlo
- Pascal Verbena
- Camille Vidal
- Joseph Vignes, dit Pépé Vignes
- Jephan de Villiers
- Vlo (Robert Vassalo)

## Expositions

### Atelier Jacob
- Aloïse Corbaz, Paris, Atelier Jacob, du 28 septembre au 29 octobre 1972.
- Exposition collective avec la participation de Jackson Stricanne, Francis Marshall, Giovanni Podesta et Emile Ratier, Paris, Atelier Jacob, du 9 au 24 janvier 1973.
- Exposition collective avec la participation de Gala Barbisan, Marie-Rose Lortet et Abel, Paris, Atelier Jacob, du 22 février au 1er mars 1973.
- Exposition collective avec la participation de Jackson Stricanne, François Monchâtre, Daveau, Nina Rummen, Fernand Michel, Ignacio Carles-Tolra, Emile Ratier, Jean Couchat, Abel, Aida, Léna Vandrey, Jean-Joseph Sanfourche, Thérèse Bonnelalbay, Ori, Vivi Shung, De Bus, Duncan, Alaman, Perlin, Myriam, Pierre Simmone et Marie-Rose Lortet, Paris, Atelier Jacob, de mai à juin 1975.
- Art Hors-les-Normes, exposition collective avec la participation de Gala Barbisan, Thérèse Bonnelalbay, Jean Couchat, René Guivarch et Emile Ratier Paris, Atelier Jacob, du 2 mars au 3 avril 1976.
- Décalcomanies turbulées d’Alain Bourbonnais, Paris, Atelier Jacob, juin 1976.
- Orgiaques Foraines de Simone Le Carré Galimard, Paris, Atelier Jacob, du 17 novembre au 17 décembre 1976.
- Habitacles de Pascal Verbena, Paris, Atelier Jacob, du 12 janvier au 17 février 1977.
- Pondeuses de Pascal Verbena, Paris, Atelier Jacob, de février à mars 1978.
- Exposition collective avec la participation d’Ignacio Carles-Tolra, Mario Chichorro et Joseph Vignes, Paris, Atelier Jacob, du 2 décembre au 10 janvier 1981.
- Exposition collective avec la participation de Michel Nedjar, Jean Couchat et Jackson Stricanne, Paris, Atelier Jacob, du 18 novembre au 18 décembre 1981.

### Hors-les-murs
- Les Singuliers de l’Art, Paris, ARC2-MAMVP, du 19 janvier au 5 mars 1978.
- Outsiders, Londres, Hayward Gallery/ British Arts Council, du 8 février au 8 avril 1979.
- Exposition de créations marginales avec la participation d’Alain Lacoste, Simone Le Carré Galimard, François Monchâtre, Michel Nedjar, Jano Pesset et Jackson Stricanne, Yonne, Château du Tremblay, du 27 juin au 19 septembre 1982.
- Indomptés de l’Art, manifestation autour de l’art brut, Besançon, Palais Granvelle, du 7 mars au 28 avril 1986.
- Art brut et compagnie, Paris, Halle Saint Pierre, 25 octobre 1995 au 30 juin 1996.
- La Fabuloserie. Musée des Diables et des Anges, Bochum, Museum Bochum, du 25 novembre 2000 au 11 février 2001.
- Alain Bourbonnais, un homme, une collection, une passion, Auxerre, Musée-Abbaye Saint-Germain d’Auxerre, du 3 février au 25 mars 2002.
- Croisements, Helsinki, Kiasma, du 14 mai au 21 août 2005.
- Parcours singuliers, Jamoigne Centre d’art contemporain du Luxembourg belge, du 23 septembre au 22 octobre 2005.
- Oltre la ragione, Bergame, Palazzo della Ragione, du 5 mai au 5 septembre 2006. Beautés insensées, Monaco, Salle d’exposition du quai Antoine 1er, du 10 janvier au 25 février 2007.
- IN / OUT, Liège, mad Musée, du 12 septembre au 2 novembre 2008.
- Le jeu de la folie, Gand, Musée du Dr Guislain, du 4 octobre 2008 au 12 avril 2009.
- Le fabuleux destin des Bourbonnais, Bruxelles, Musée art)&(marges, du 10 février au 27 mai 2012.
- Banditi dell'arte, Paris, Halle Saint-Pierre, 2012
- Un Autre Regard, Paris, Musée Singer-Polignac, du 13 décembre 2013 au 16 février 2014.
- La Fabuloserie au Consulat,espace éphémère Paris 14è - juillet-août 2018.

### La Fabuloserie musée d'art hors-les-normes, expositions temporaires
- Les paysages fabuleux de Paul Amar : coquillages en féerie, La Fabuloserie, Dicy, de mai à novembre 1999.
- Des jardins imaginaires au jardin habité : des créateurs au fil des saisons. Hommage à Caroline Bourbonnais, La Fabuloserie, Dicy, du 15 avril 2015 au 1er novembre 2015.
- Francis Marshall : parcours turbulent # 1, La Fabuloserie, Dicy, du 4 avril 2015 au 1er novembre 2015.
- Clin d'oeil... 40 ans (1976-2016) du 4 juin au 1er novembre 2016.
- Collectionneurs turbulents, art hors-les-normes sans frontières, Collection A.K. Pologne 2017 - 2018.
- Oeuvres des années 80 de JABER 2019 - 2020
- Le 30ème anniversaire du Manège de Petit Pierreà La Fabuloserie, 2019 - 2020
- Jean Bordes, dit Jean de Ritou, 2020 - 2021

### Ouvrages et articles relatifs à La Fabuloserie

#### Publications
- La Fabuloserie, art hors-les-normes – art brut, préface de Michel Ragon, textes de Caroline Bourbonnais, Laurent Danchin et Pierre Gisling, Albin Michel, 2009.
- Le Fabuleux manège de Petit Pierre, Albin Michel, 2007.
- Collectionner l'art brut - Jean Dubuffet et Alain Bourbonnais - correspondance inédite présentée par Déborah Couette, Paris, Albin Michel, 2016.

#### Catalogues d'expositions
- Suzanne Pagé (dir.), Les Singuliers de l’art Paris, ARC 2 - Musée d’Art moderne de la ville de Paris, 1978.
- Roger Cardinal (dir.), Outsiders, Londres, Art Council of Great Britain, 1979.
- Les Indomptés de l’Art, Besançon, Palais Granvelle-Centre d’arts plastiques contemporains, 1986.
- Hans Günter Golinski, Sepp Hiekish-Picard (dir.), La Fabuloserie, Musée des diables et des anges, Bochum/Wienand Verlag, Museum Bochum, 2000.
- La Fabuloserie (dir.), Alain Bourbonnais : architecte, peintre, sculpteur, collectionneur, Dicy, La Fabuloserie, 2002.
- Bianca Tosatti (dir.), Beautés insensées. Figures, histoires et maîtres de l’art irrégulier, Milan, Skira, 2007.
- Carine Fol (dir.), Le Fabuleux destin des Bourbonnais, Bruxelles, art)&(marges, 2012.
- Déborah Couette (dir.), Un autre regard. L’art hors-les-normes d’Alain Bourbonnais dans les murs de la collection Sainte-Anne, co-édition Musée Singer-Polignac/La Fabuloserie, 2013.
- Déborah Couette (dir.), Francis Marshall, collection « Parcours turbulents », n°1, La Fabuloserie, 2015. Publié à l’occasion de l’exposition consacrée à Francis Marshall du 4 avril au 2 novembre 2015 à La Fabuloserie. Supplément DVD Sous le vent de l'art brut, film d'Éric Beauducel.
- Déborah Couette (dir.), Des jardins imaginaires au jardin habité, des créateurs au fil des saisons, La Fabuloserie, 2015. Exposition du 18 avril au 2 novembre 2015, qui rend hommage à Caroline Bourbonnais disparue en aout 2014, La Fabuloserie, 2015.
- "Collection A.K. Pologne" - Collectionneurs turbulents art hors-les-normes sans frontières, La Fabuloserie,2017, édition en français et en polonais.

#### Articles de presse
- Valérie Rousseau, « De la collection de l’Art Brut aux musées du « triangle d’or » », Revue socio-anthropologie, no 19, 2006[19].
- Déborah Couette, « La Fabuloserie in trasferta : sguardi sulla museografia di Alain Bourbonnais », Osservatorio Outsider Art, no 5, ottobre 2012.
- Dominique Poiret, « Droit au brut », Libération Next, 3 février 2014[20].
- Philippe Dagen, « L’inquiétante étrangeté de l’art brut s’expose à Sainte-Anne », Le Monde Culture, 23 janvier 2014[21].
- Philippe Dagen, « La finesse de l’art brut », Le Magazine du Monde, 14 janvier 2014 [22]
- « La Fabuloserie de plus en plus fréquentée », L’Yonne, 15 octobre 2014[23].
- "Le Manège tourne tourne" Marie Girault, Artension numéro de mars-avril 2019.
- «Danser brut" catalogue de l’exposition éponyme, LaM à Villeneuve d’Ascq, 2018 article Petit Pierre d'Anne Boissière.
- «revue HEY!numéro N°7 de juin 2019, Le Manège de Petit Pierre, Sophie Bourbonnais.
- https://www.geo.fr/voyage/le-manege-petit-pierre-comment-loeuvre-du-facteur-cheval-du-loiret-a-ete-sauvee-195620, Cyril Guinet 2019.

### Publications jeunesses sur/autour de La Fabuloserie
- La Fabuloserie. Territoire de l’imaginaire, Éditions Nathan, L’Atelier des images no 35, mai 2003.
- Michel Piquemal et Merlin,  le manège de Petit Pierre, Albin Michel jeunesse, 2005.
- Suzanne Lebeau, Petit Pierre, Éditions théâtrales jeunesse, 2008.
- Céline Delavaux, Comment parler d’art brut aux enfants, Éditions Le Baron perché, 2014.
- Daniel Casanave et Florence Lebonvallet," petit pierre, la mécanique des rêves", Editions Casterman, 2019.

### Ouvrages sur l'Art brut
- Jean Dubuffet, L’homme du commun à l’ouvrage, Gallimard, Collection Folio essais (n° 162), 1973.
- Michel Thévoz, Art Brut, psychose et médiumnité, La Différence, 1990.
- Lucienne Peiry, L’Art Brut, Flammarion, 1997.
- Michel Ragon, Du côté de l’Art Brut, Albin Michel, 1996.
- Laurent Danchin, Art brut l’instinct créateur', Gallimard Jeunesse, collection Découvertes, 2006.
- Céline Delavaux, Dubuffet. Le grand bazar de l’art, Éditions Palette, 2008.
- Céline Delavaux, L’Art brut, un fantasme de peintre : Jean Dubuffet et les enjeux d’un discours, Éditions Palette, 2010.
- Martine Luzardy, L'art brut, Citadelles et Mazenod, chap."Sous le vent de l'art brut", art. "L'art brut en Europe, une histoire de collections " Déborah Couette, p196-249,2018.